# МТЗ-80
МТЗ-80 „Беларус“ са марка универсални колесни трактори, произвеждани от Минския тракторен завод от 1974 г. до наши дни (през 2000-те години под марката „Беларус-80“ и „Беларус-82“). Тракторите МТЗ-80 и МТЗ-82 са дълбоката модернизация на тракторите МТЗ-50 и МТЗ-52 съответно, които са произвеждани по-рано. Степента на обединяване на частите и събирателните агрегати в тези трактори достига 70%. Тракторът е изработен в съответствие с традиционното семейно оформление: полу-рамкова конструкция с поставена върху нея карти на трансмисионните възли, предно положение на двигателя, задни джанти, предни джанти с намален диаметър. Тракторът MTЗ-80 има само задно задвижване, а тракторът МТЗ-82 е 4x4.
Тракторите са произвеждани в няколко модификации, различни по тип, задвижване, начин на стартиране на двигателя, тип използван каучук, свързващи места и външен дизайн.

## Варианти
- МТЗ-80 – универсален трактор, задно задвижване и малка кабина.
- МТЗ-80,1 – универсален трактор, задно задвижване и голяма кабина.
- МТЗ-82 – универсален трактор, с пълно задвижване и малка кабина.
- МТЗ-82, 1 – универсален трактор, пълен автомобил и голяма кабина.
- МТЗ-82 Р – трактор за гледане на животни.
- МТЗ-82 Н – универсален трактор с пълно задвижване и намален просвет (400 mm), джанти с размери 16, 9/14 – 30 задни и 10 – 16 предни, седалки с възможност за отклонение от надлъжната ос, за подпомагане на разтоварването на трактора, предназначен за работа по наклони до 16°.
- МТЗ-82 K – кръгъл универсален трактор, с пълно задвижване, ъглови скоростни кутии на борда, хидравлична система за автоматична стабилизация и подравняване на скелета, предна ос с паралелен лост, системата въвежда и допълнителни хидравлични цилиндри за стабилизиране на агрегатното оборудване.